# SN 2004dq
SN 2004dq – supernowa odkryta 27 czerwca 2004 roku w galaktyce A154446+2250. W momencie odkrycia miała maksymalną jasność 18,50m.